# Gillespie Field
Gillespie Field (IATA: SEE, OACI: KSEE, FAA LID: SEE) es un aeropuerto operado por el condado de San Diego, localizado a 10 millas (16 km) al noreste del distrito central de negocios de San Diego, en El Cajón, condado de San Diego, California, Estados Unidos.

## Instalaciones
Gillespie Field cubre un área de 852 acres (345 ha) de pistas pavimentadas con asfalto:
- Pista 9L/27R: 5,342 x 100 ft (1,628 x 30 m)
- Pista 9R/27L: 2,738 x 60 ft (835 x 18 m)
- Pista 17/35: 4,145 x 100 ft (1,263 x 30 m)

## Museo
Gillespie es también hogar de la instalación de restauración de Gillispie Field Annex para el San Diego Air and Space Museum (antes conocido como el San Diego Aerospace Museum).  Está abierto al público y se han expuesto muchas y modernas aeronaves; y tiene un cohete Atlas ICBM, replica del Spirit of St. Louis, y un F-102A Delta Dagger.